# 僕らのヒーロー (郷ひろみの曲)
「僕らのヒーロー」（ぼくらのヒーロー）は2010年6月9日に発売された郷ひろみ94作目のシングル。

## 概要
前作「Get Real Love 〜GOLDFINGER'009〜」から約9ヶ月ぶりのシングル。「僕らのヒーロー」はNHK『みんなのうた』の2010年6月・7月のうたに起用された。ジャケットの異なる初回生産限定盤と通常盤の2形態で発売され、初回生産限定盤には特典として「僕らのヒーロー」のミュージック・ビデオを収録したDVDが同梱された。

## 収録曲
全曲　編曲：真崎修
1. 僕らのヒーロー（4分02秒）
作詞：森雪之丞／作曲：TSUKASA
2. NewS（4分30秒）
作詞・作曲：林田健司
3. 僕らのヒーロー　〜Instrumental〜
4. NewS　〜Instrumental〜

## 参加ミュージシャン
- 郷ひろみ：Vocal (#1,2)、Chorus (#1)

Additional Musician
- 真崎修：All Instruments (#1,3)、Chorus (#1)
- 花沢加絵：Chorus (#1)
- 乃木坂〜s：Chorus (#1)
- Go Go Kids：Chorus (#1)

## タイアップ
- NHK『みんなのうた』の2010年6月・7月のうた (#1)

## 収録アルバム
- one and only… (#1)
- NHKみんなのうた50 アニバーサリー・ベスト 〜大きな古時計〜 (#1)